# Domme
Domme [dɔm] (von okzitanisch Doma) ist eine französische Gemeinde mit 901 Einwohnern (Stand 1. Januar 2022) im Département Dordogne in der Region Nouvelle-Aquitaine. Im Mittelalter als Bastide auf einem 250 Meter hohen Felsvorsprung über der Dordogne erbaut, gilt es heute als eines der schönsten Dörfer Frankreichs im Verband Les plus beaux villages de France und ist ein großer touristischer Anziehungspunkt in der Region des Périgord Noir. Domme wird auch als Akropolis des Périgord bezeichnet.

## Bevölkerungsentwicklung
| Jahr                       | 1962 | 1968 | 1975 | 1982 | 1990 | 1999 | 2009 | 2018 |
| Einwohner                  | 855  | 876  | 891  | 910  | 1030 | 987  | 989  | 910  |
| Quellen: Cassini und INSEE |      |      |      |      |      |      |      |      |

## Bastide

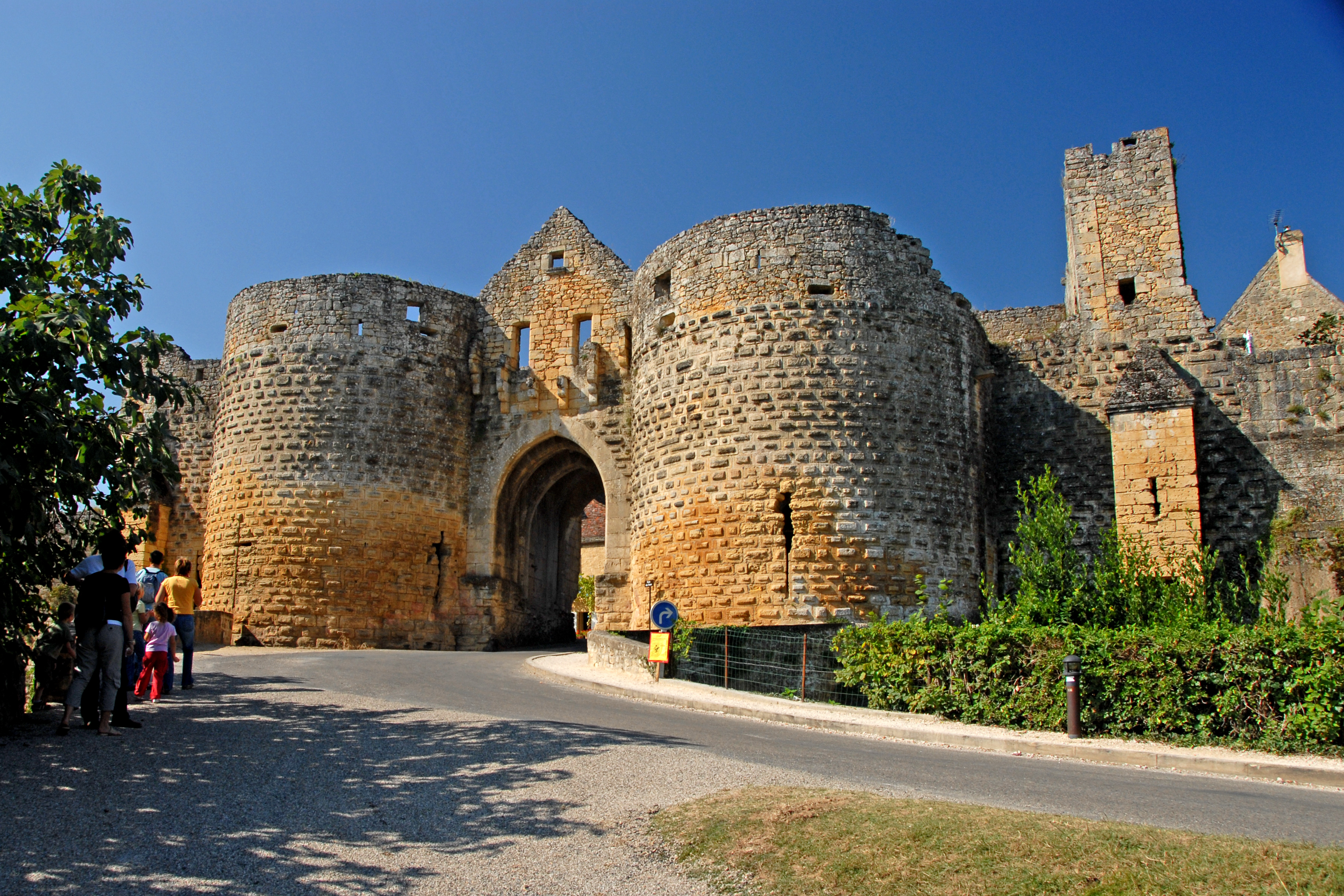
Porte des Tours von außen

Bastide (von okzitanisch bastir ‚bauen‘) ist die Bezeichnung für die im Mittelalter in unbebauter Landschaft gegründeten und in einem Zug erbauten Städte und Dörfer im Gegensatz zu über längeren Zeiträumen „gewachsenen“ Ortschaften.

### Anlass der Erbauung
Der Wechsel der Herrschaftszugehörigkeit Süd- und Westfrankreichs zur englischen Krone durch eheliche Verbindungen der Königshäuser im Jahr 1152 hatte zu kriegerischen Streitigkeiten geführt. Die neuen Grenzen, teilweise identisch mit dem Verlauf der Dordogne, erforderten neue militärische Strategien. Neben der Besetzung gegenüberliegender Burgen entstanden auf beiden Seiten zwischen 1229 und 1373 rund 400 befestigte „künstliche“ Siedlungen, die Bastiden, die der Bevölkerung der Umgebung Schutz vor Raubüberfällen und Kriegen bieten sollten.

### Standortwahl
Die Grobstruktur der mittelalterlichen Stadt Domme weicht von dem bastide-typischen Städtebaumuster ab, das eine konsequent rechtwinklige und schachbrettartige Straßenausrichtung vorsieht, wie ebenso die Einfassung in Form eines gleichmäßigen Rechtecks mit einer Wehrmauer, Wehrtürmen und -toren. Offensichtlich war bei der Standortwahl die exponierte Lage auf einer die Landschaft und das Tal der Dordogne überragenden Erhebung von so großer Bedeutung, dass auf den strengen Grundriss des Stadtplans verzichtet wurde.

### Besonderheiten

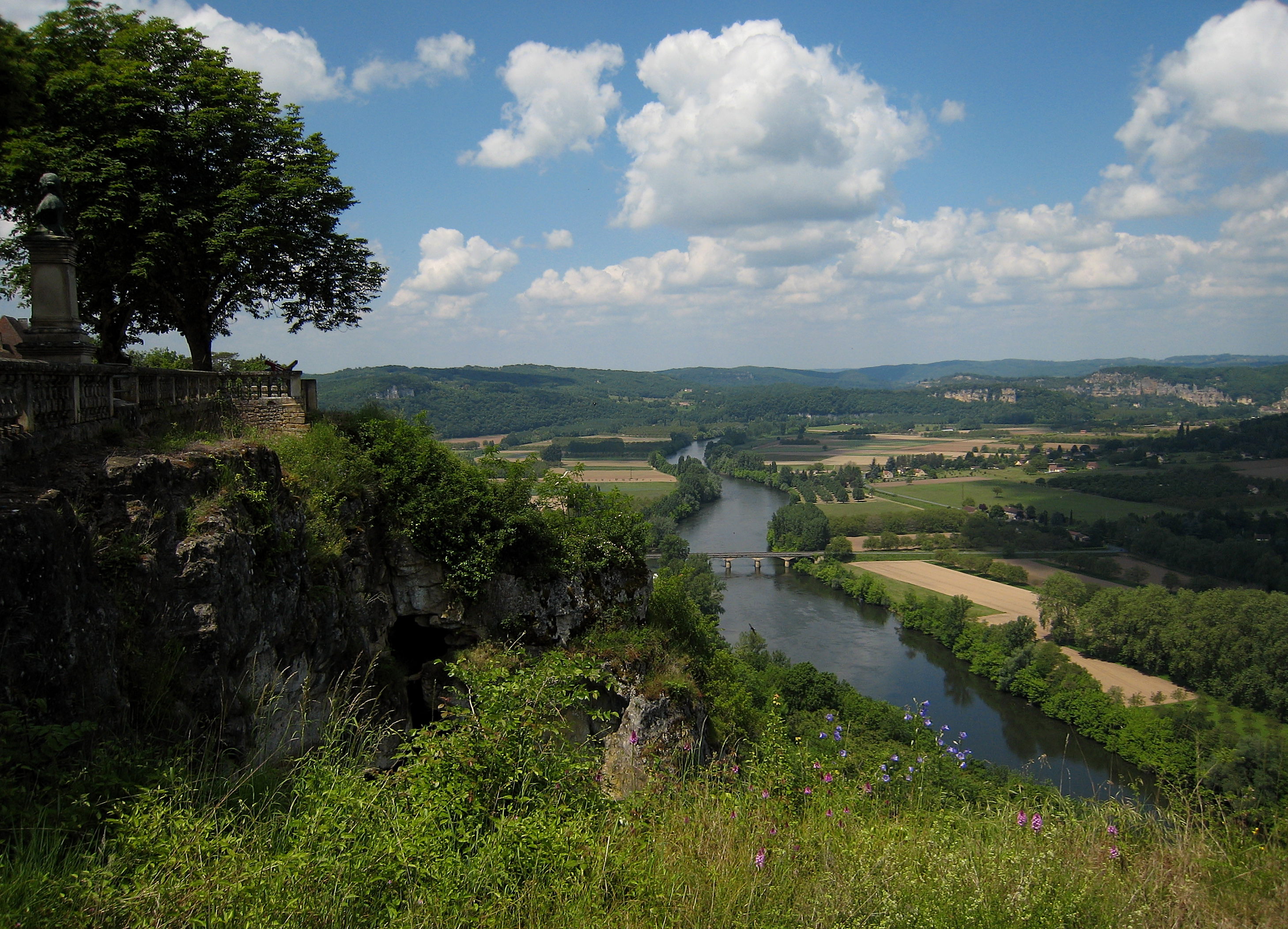
Das Dordognetal von der Aussichtsterrasse La Barre

Stattdessen findet man in Domme einen trapezförmigen Stadtplan mit polygonal zueinander verlaufenden Straßen, bedingt durch unregelmäßige geographische Höhenprofile. Auch bei der Errichtung der Stadtmauer gab es so gut wie keinen geradlinigen Verlauf. Vielmehr weisen die erst 1310 begonnenen Arbeiten an den Befestigungsanlagen, 27 Jahre nach der Stadtgründung, auf extreme Schwierigkeiten mit deren Konstruktion hin.
Eine weitere Besonderheit ist der nach Westen hin fast spitz zulaufende Stadtgrundriss, der sich vermutlich auf den Standort der alten Burgfeste orientiert, zu der man eine bauliche Verbindung schaffen wollte.
Von nachteiliger Bedeutung bei der Stadtbefestigung erwies sich, dass auf der nach Norden zum Tal der Dordogne weisenden Seite der Stadt auf eine Festungsmauer verzichtet wurde, da man glaubte, die steilen Felswände seien für Angreifer unüberwindbar.

## Geschichte

### Anfänge

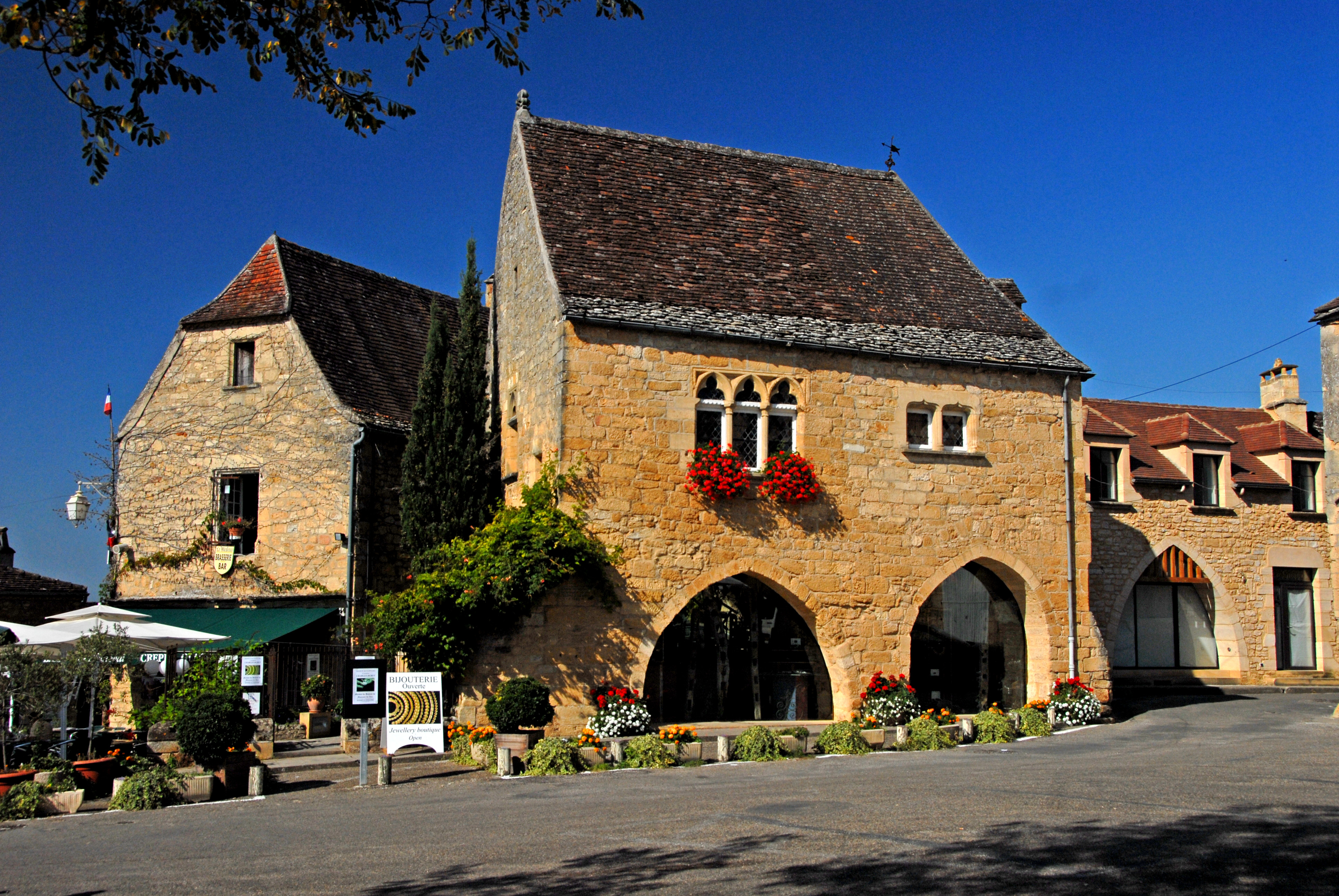
Haus des Münzprägers an der Place de la Rode

Die Entstehungsgeschichte der Bastide Domme steht im Zusammenhang mit der schon vorher am Westrand des Plateaus gelegenen Burgfeste Domme-Vieille aus dem 11. und 12. Jahrhundert. So wurde die östliche Seite des Plateaus auf Veranlassung König Philipp III. des Kühnen 1281 durch dessen Seneschall Simon de Melun erworben, während die Burg selbst im Besitz des Bischofs von Sarlat blieb.
Die Gründung der Bastide Domme erfolgte 1281 durch Philipp den Kühnen zur effektiveren Kontrolle des Dordogne-Tals. Gleichzeitig sollten damit mögliche Ausdehnungsabsichten englischer Siedler in der Gascogne abgewendet werden.
Die königliche französische Bastide Domme wurde mit zahlreichen Privilegien ausgestattet, darunter dem Recht zur Prägung eigener Münzen, der Benennung eigener Konsuln, der Einrichtung einer öffentlichen Verwaltung und lokalen Gerichtsbarkeit sowie zahlreichen Steuerbefreiungen.
Von 1307 bis 1318 hielt man im Stadttor Porte des Tours 70 Ritter des Templerordens als Gefangene.

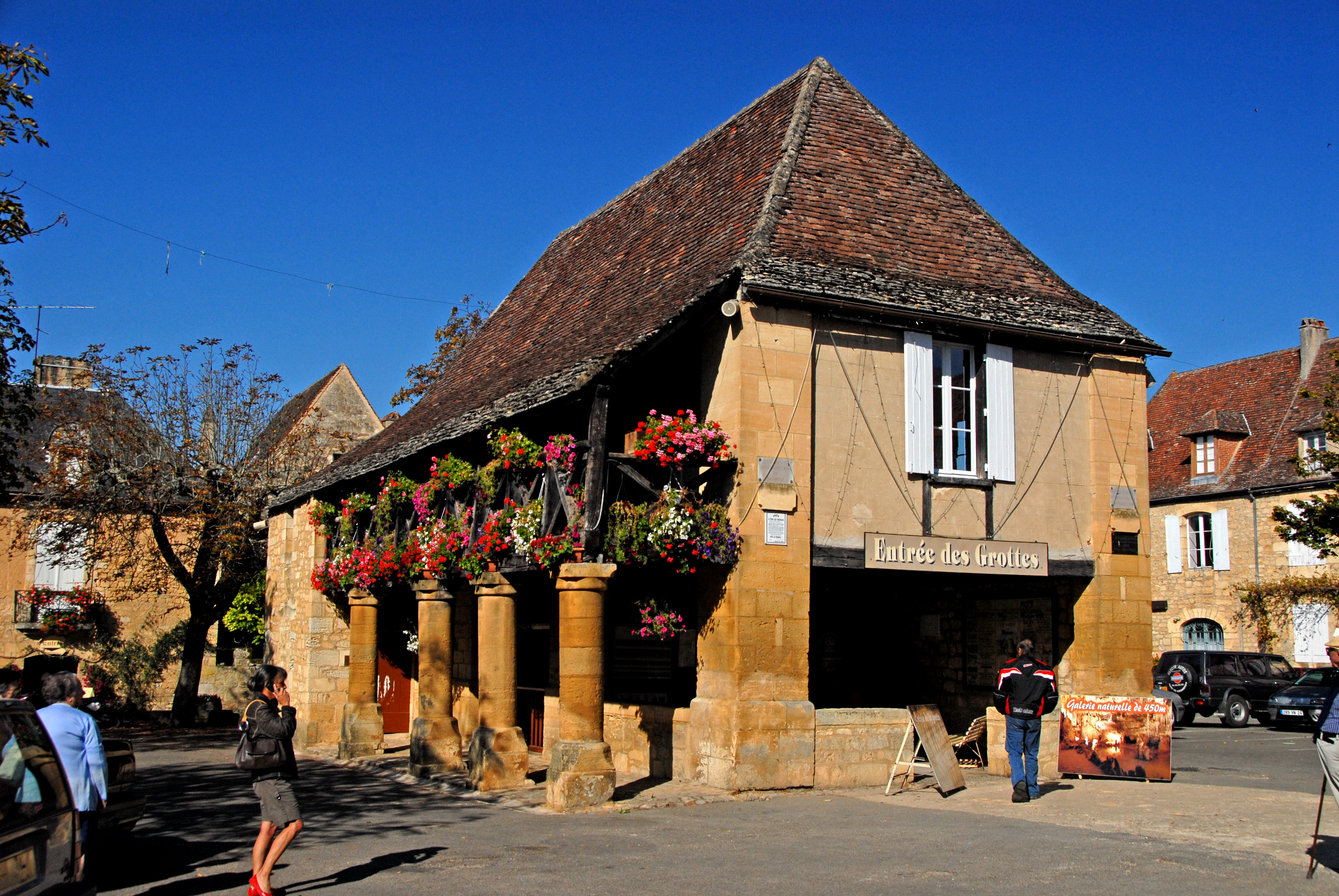
Markthalle von Süden

### Im Hundertjährigen Krieg
Trotz oder gerade wegen seiner militärstrategisch günstigen Lage wurde die Bastide Domme oftmals Gegenstand anglo-gascognischer Expansionsbestrebungen im Aquitanien des Hundertjährigen Krieges, in dem Domme oftmals Schauplatz intensiver Kämpfe war. So wechselte die Stadt seit 1347 mehrmals zwischen Franzosen und Engländern den Besitz. In den Kriegswirren gründeten 1375 die Augustiner in Domme ein Priorat. 1417 wurde die Stadt von den Engländern eingenommen, die sie dann fast zwanzig Jahre lang besetzt hielten. In dieser Zeit wurde die königliche Burgfeste unwiederbringlich zerstört.
Erst 1438 wurde die Bastide definitiv französisch. Laut Bevölkerungserhebungen des lokalen Klerus sank die Zahl der Gemeindemitglieder der Bastide durch die Kriegsfolgen in dieser langen Zeit von annähernd 1000 auf knapp 100 Personen. Das Verlassen der Bastide war auf Befehl des Seneschalls des Périgord unter Androhung der Enteignung streng verboten.

### Religionskriege

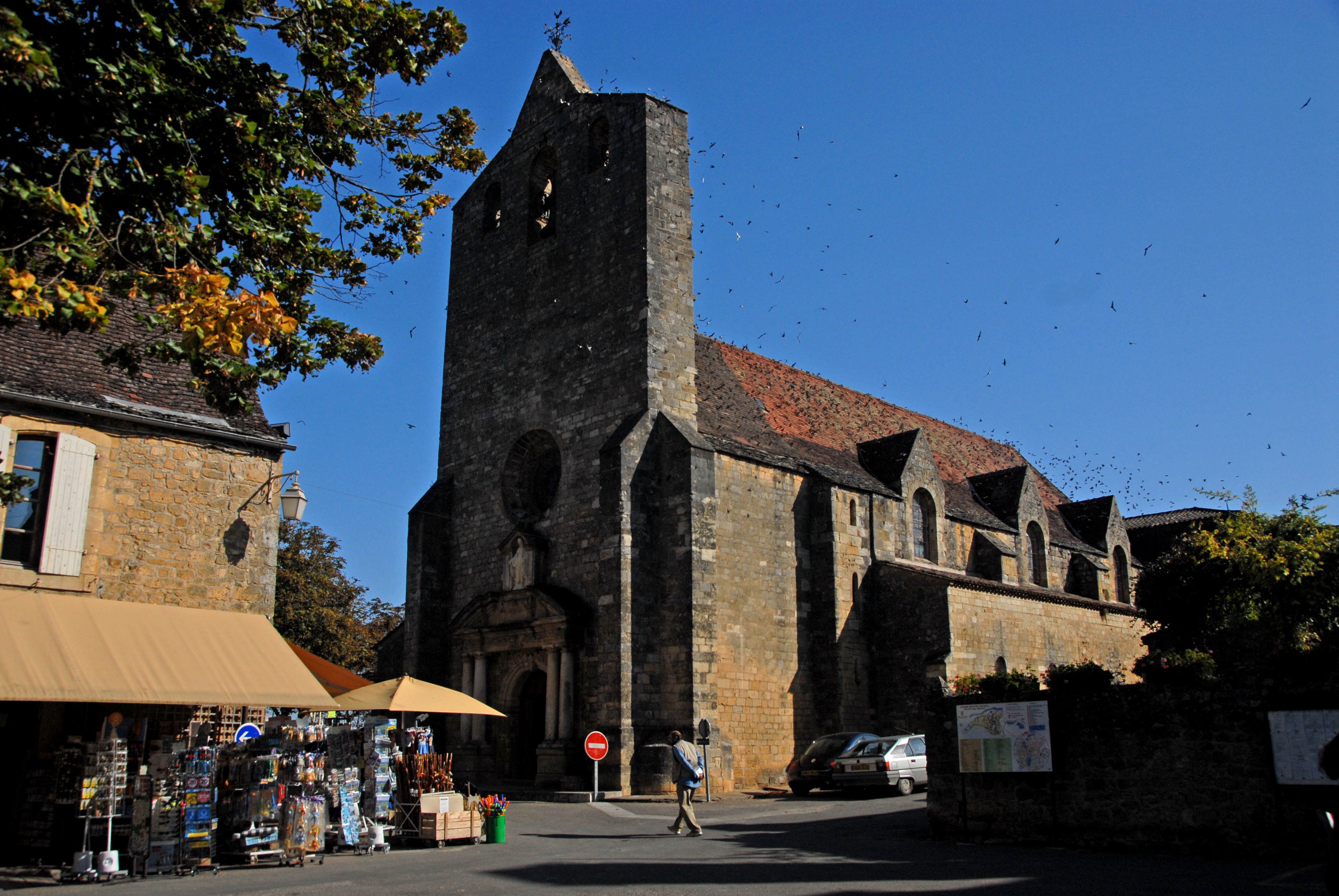
Domme, Kirche in der Nordecke des Marktplatzes

Nach Beendigung des Hundertjährigen Krieges widersetzte sich die Bastide Domme im Vorfeld der Religionskriege als streng katholische Gemeinde vehement hugenottischem Einfluss, deren plündernde Horden auch durch das Périgord zogen.
So gelang es schließlich 1588 nach sechzehnjähriger Belagerung dem protestantischen Kapitän Geoffroy de Vivans in einem nächtlichen Überraschungscoup mit dreißig Gefährten den flussseitigen Steilhang an der Nordseite der Bastide zu erklimmen, seinem Belagerungsheer die Stadttore zu öffnen und unbemerkt in die Stadt einzudringen. Die Felsklippen hatte man im Vertrauen auf deren natürliche Verteidigungswirkung unbefestigt gelassen.
Geoffroy de Vivans verschanzte sich in der Bastide und richtete in ihr für vier Jahre eine Garnison ein. Er ließ das Augustiner-Priorat und das Kirchengebäude abbrennen und führte den protestantischen Glauben ein.
Die Eskalation der konfessionellen Auseinandersetzungen im Lande und die wachsenden Erfolge der Katholiken, vor allem im Périgord, zwangen Geoffroy 1592 zum Verkauf der in Schutt und Asche liegenden Bastide gegen eine Zahlung von 40.000 Livres an die Katholiken.

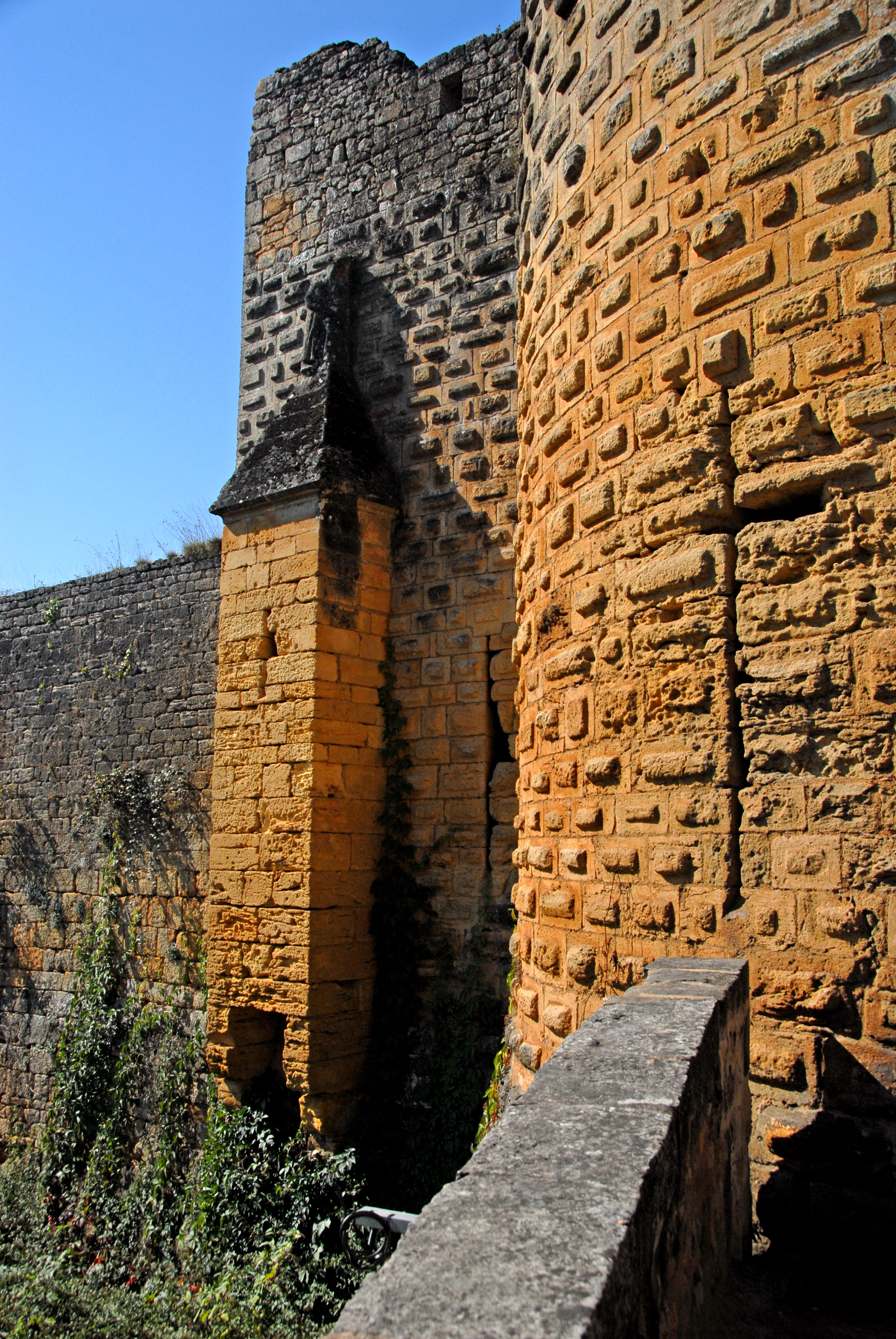
Wehrerker am Stadttor

### Neuzeit
Nach Aufräumung und weitgehender Wiederherstellung der Siedlung Domme florierte im 17. Jahrhundert wieder der Weinbau. Die erfolgreichen Märkte der Stadt waren bald in der ganzen Region bekannt.
Aus dieser Zeit stammt auch die Markthalle. Die zerstörte Kirche wurde damals ebenfalls neu errichtet und erhielt im 19. Jahrhundert das jetzige Portal und den Glockenturm.

## Sehenswürdigkeiten

### Stadtmauer
Die mittelalterliche Stadtmauer (frz. Remparts) ist in fast vollständiger Länge erhalten und teilweise durch einen inneren Wallrundgang, der promenade des remparts, zugänglich. Der südliche Teil der Stadt wird auch heute noch über drei Tore erschlossen.

### Porte del Bos

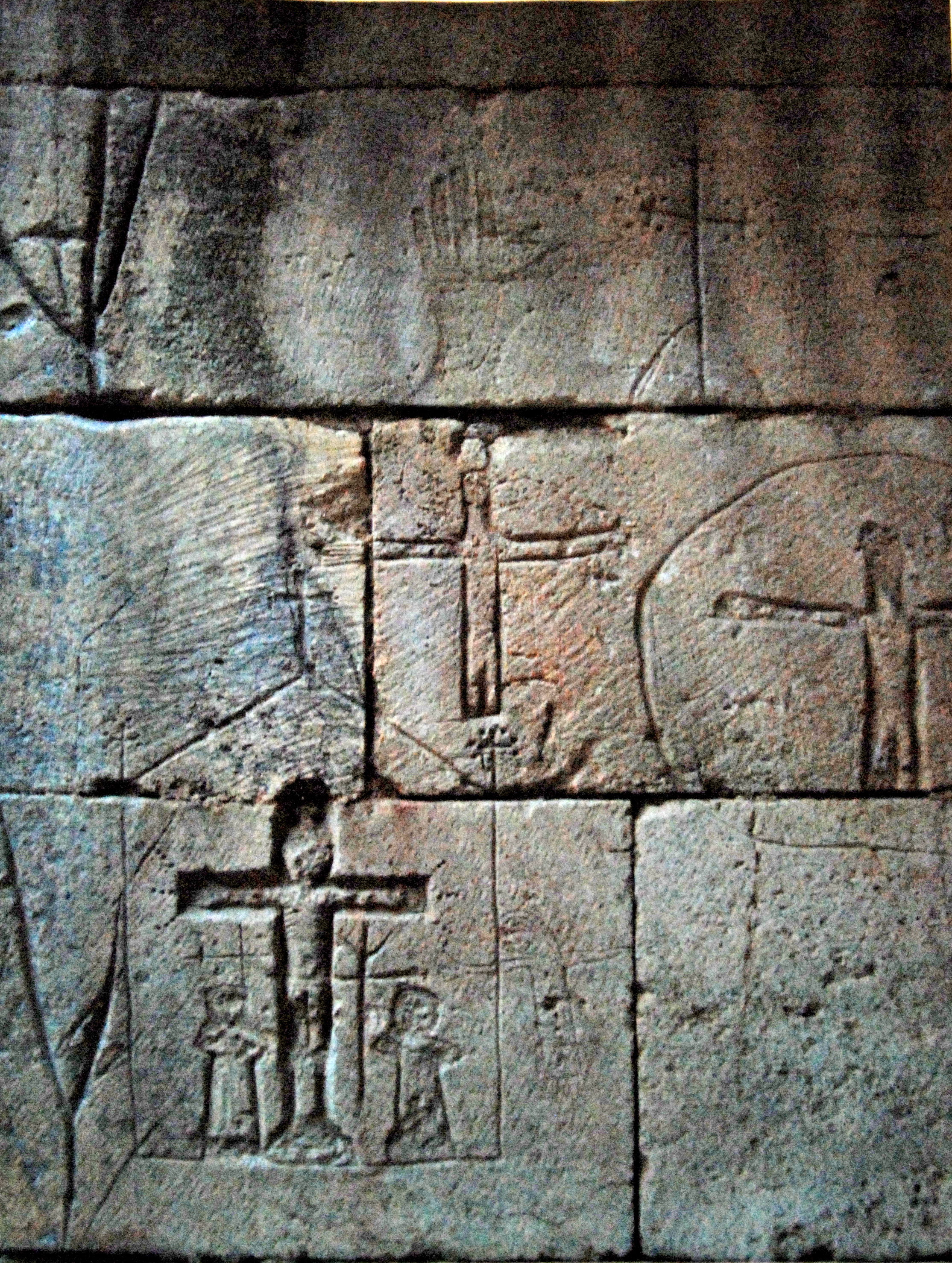
Graffiti von Tempelrittern in der Porte des Tours

Das spitzbogige Tor ist heute nur ein einfacher Durchlass in der Stadtmauer in westlicher Richtung, war aber einst durch ein Fallgatter verschlossen.

### Porte de la Combe
Der nach Süden gerichtete Torturm ist mit einem spitzbogigen Tordurchlass mit Fallgatter ausgestattet. Das Mauerwerk des im Grundriss rechteckigen Gebäudes ragt noch deutlich über den Bogenscheitel des Tors empor. Die beidseitig anschließenden Stadtmauern weisen unmittelbar neben dem Torturm größere Schießscharten auf.

### Porte des Tours
Das am besten erhaltene Stadttor, gleichzeitig das Wahrzeichen Dommes, bezieht seinen Namen von den beiden flankierenden Türmen, außenseitig im Grundriss halbkreisförmig gerundet, stadtseitig plan hochgeführt, mit wuchtig wirkendem Bossenmauerwerk bekleidet. Diese Wachtürme wurden gegen Ende des 13. Jahrhunderts im Auftrag von Philipp dem Schönen errichtet. Zwischen 1307 und 1318 hielt man in deren Untergeschossen siebzig Ritter des aufgelösten Templerordens gefangen. Sie haben an den Wänden zahlreiche Graffiti hinterlassen. Die Türme wurden auch danach noch lange als Gefängnisse benutzt. An der beidseitig anschließenden Stadtmauer sieht man auf den Außenseiten die Erker von mittelalterlichen Latrinen, in Art von Maschikulis. Auf den klobigen Mauerwerkstümpfen waren einst mit Schiefer eingedeckte Dachaufbauten aufgesetzt.

### Place de la Halle

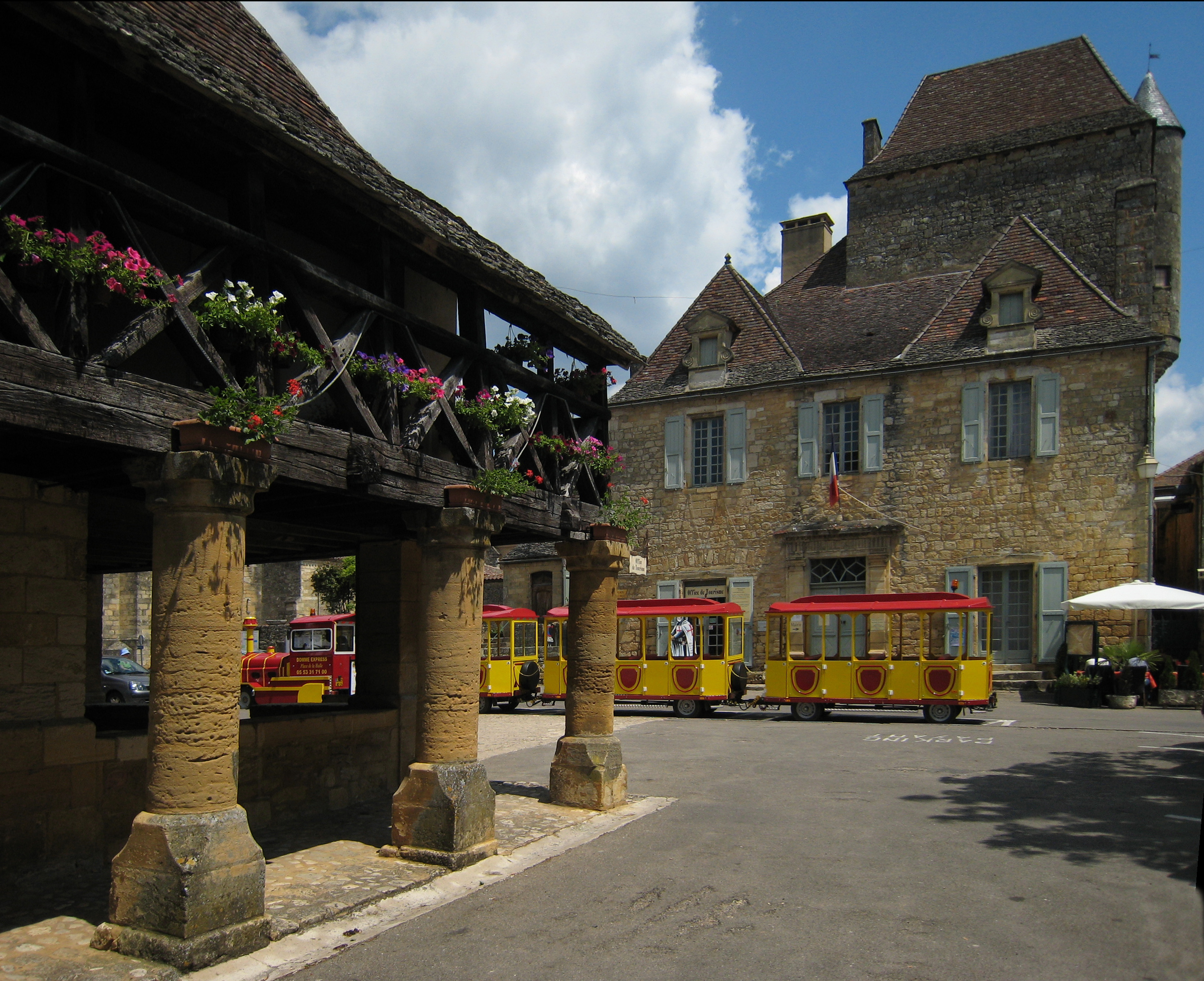
Markthalle und Haus des Gouverneurs an der Place de la Halle

Auf dem Platz steht die nach ihr benannte Markthalle aus dem 17. Jahrhundert, mit Arkaden auf einer Längsseite aus wuchtigen runden Steinpfeilern. Unter den Arkaden befindet sich der Abgang zur Grotte, einer Tropfsteinhöhle. Die Höhlen dienten der Bevölkerung von Domme im Hundertjährigen Krieg und in den Religionskriegen als Zufluchtsstätte. Gegenüber der Markthalle befindet sich das Maison de Gouverneur aus dem 16. Jahrhundert.
In der nördlichen Platzecke steht der 1622 wiedererrichtete Bau der Kirche, die nach der Eroberung Dommes durch den Hugenotten Vivans teilweise zerstört worden war. Portal und Glockenturm wurden erst 1837 vollendet.

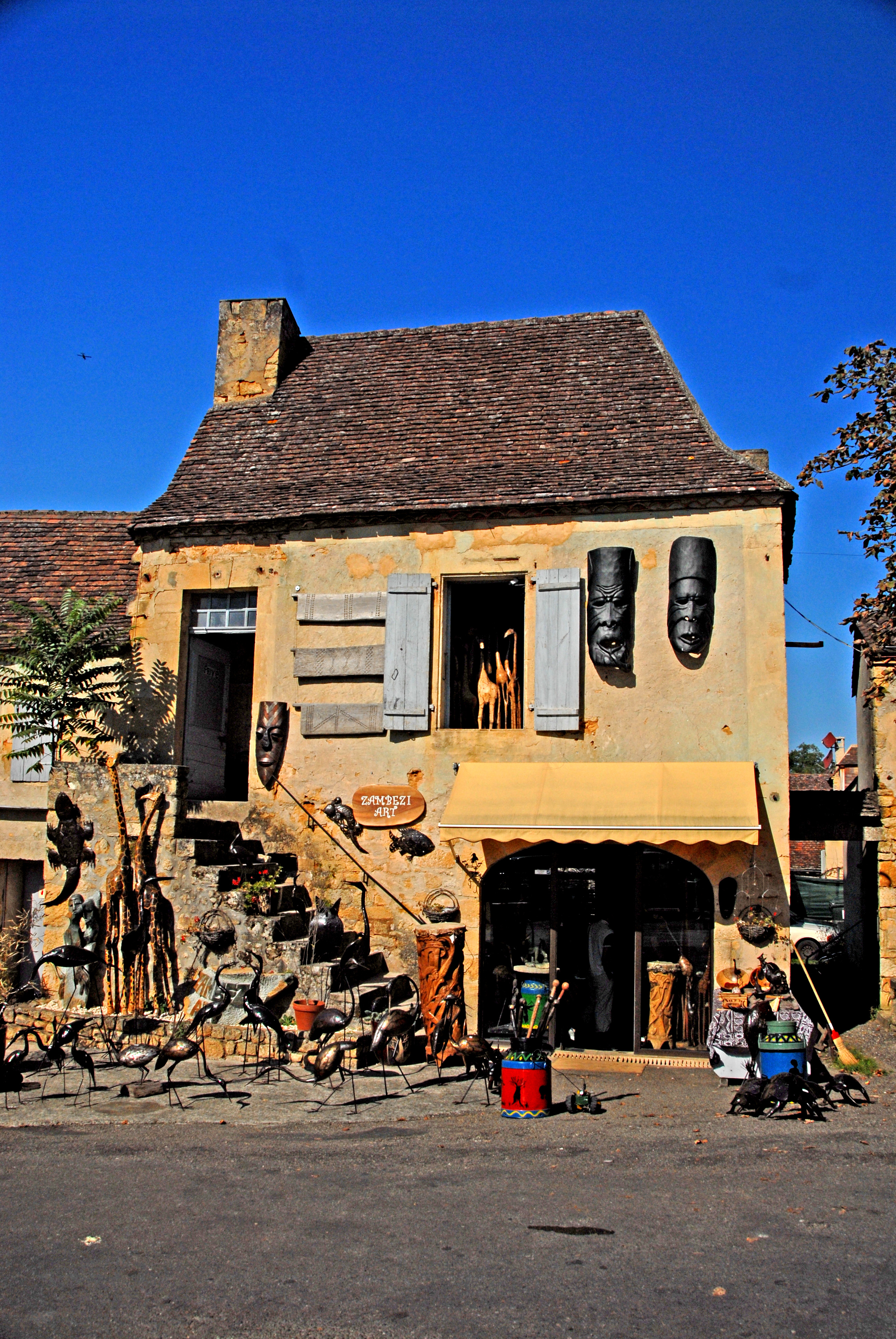
Geschäft an der Place de la Rode

### Panorama
Von der nördlichen Promenade auf Höhe der Steilfelsen von Domme, der promenade des falaises, oder der Aussichtsterrasse La Barre überblickt man das Tal der Dordogne im Westen bis Beynac und im Osten bis zum Cingle de Montfort. Die Promenade ist wegen ihres einzigartigen je nach Tages- und Jahreszeit wechselnden Panoramas ein stark besuchter und beliebter Aussichtspunkt.

### Rue des Consuls
Ungefähr auf halber Straßenlänge ist das alte Rathaus in einem Gebäude aus dem 13. Jahrhundert untergebracht. Hier befand sich einst das Gericht des Seneschalls. Daran erinnert vor allem ein Verlies, in das man durch ein Gitter im Boden hineinblicken kann.

### Place de la Rode
Die Place de la Rode diente im Mittelalter als Richtplatz. Die Namensherkunft (ròda okzitanisch für Rad) verrät, dass hier zum Tode Verurteilte durch Rädern hingerichtet wurden. An dem Platz steht außerdem das mit gotischen Fenstern versehene Maison du Batteur de Monnaie, das Haus des Münzprägers.

### Grande Rue
Die Grande Rue ist von zahlreichen Geschäften gesäumt, die lokale Spezialitäten des Périgord Noir anbieten. Das Haus an der Ecke zur Rue Geoffroy-de-Vivans besitzt fein gearbeitete Fensterkreuze aus der Renaissance.

### Rue de la Chapelle
In dieser Straße findet man die Überreste  des früheren Augustinerklosters mit einer Kapelle und Resten eines gotischen Kreuzgangs.

### Musée d’Art et Traditions populaires
- Heimatkundliches Museum

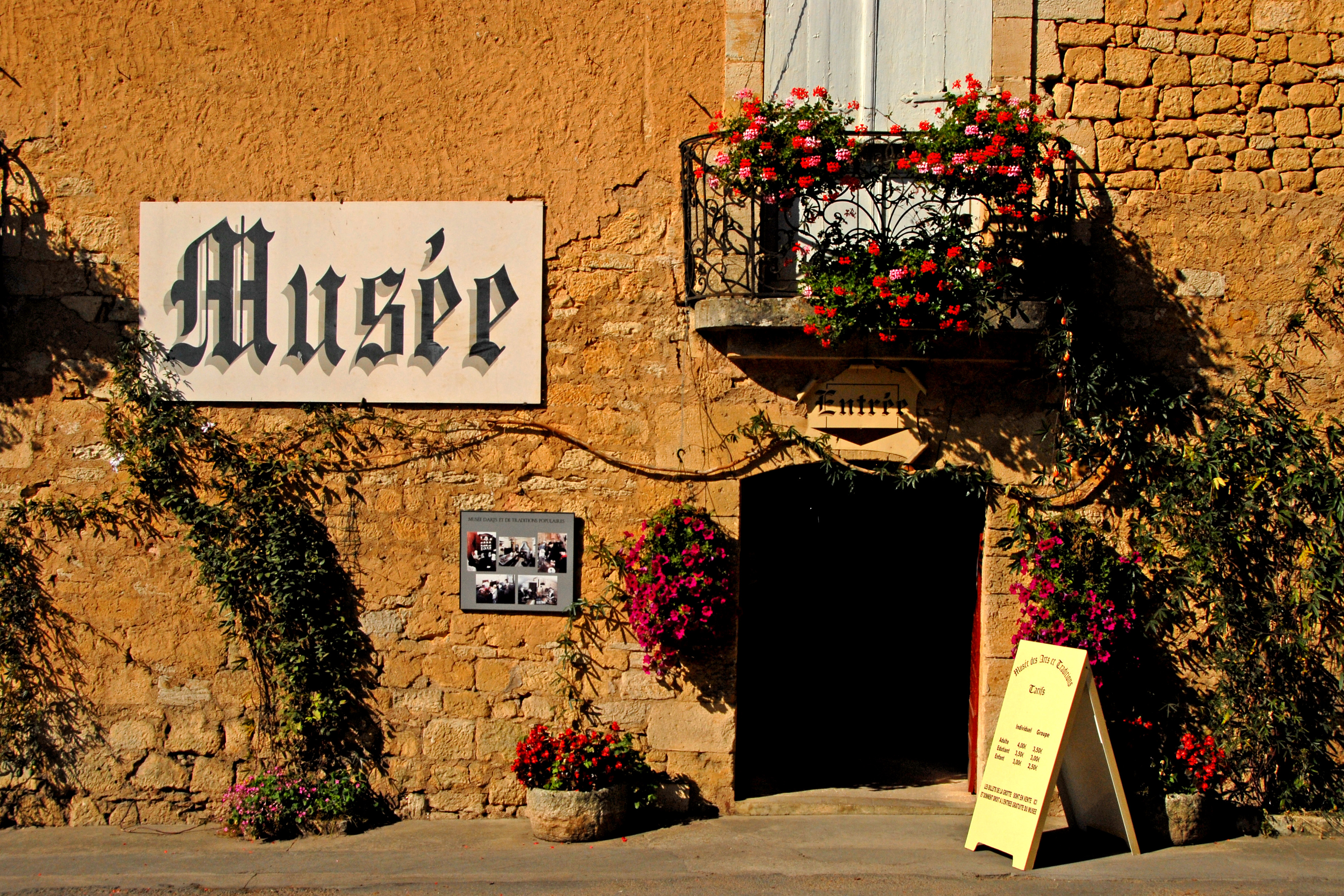
Museum
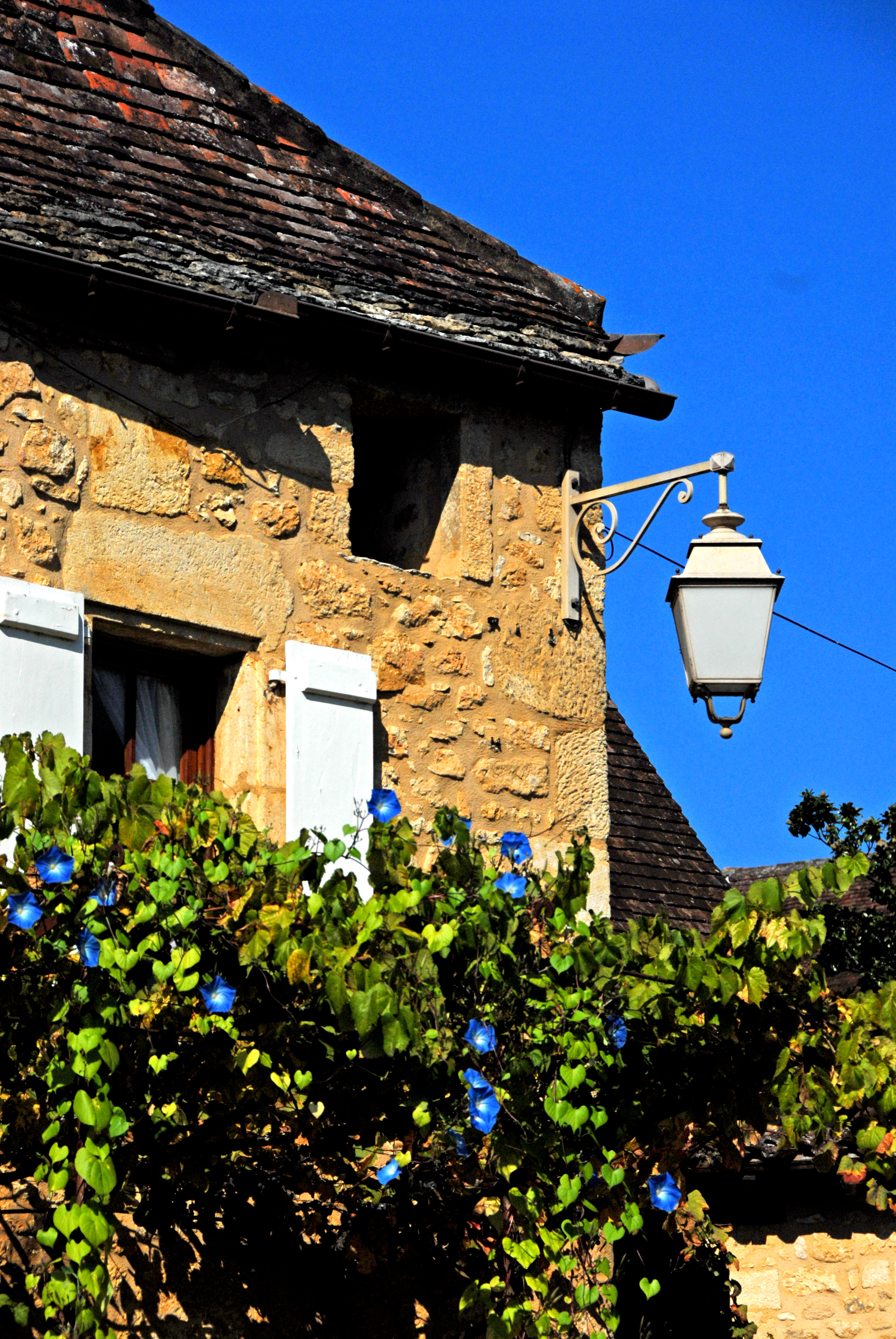
Hausecke mit Laterne
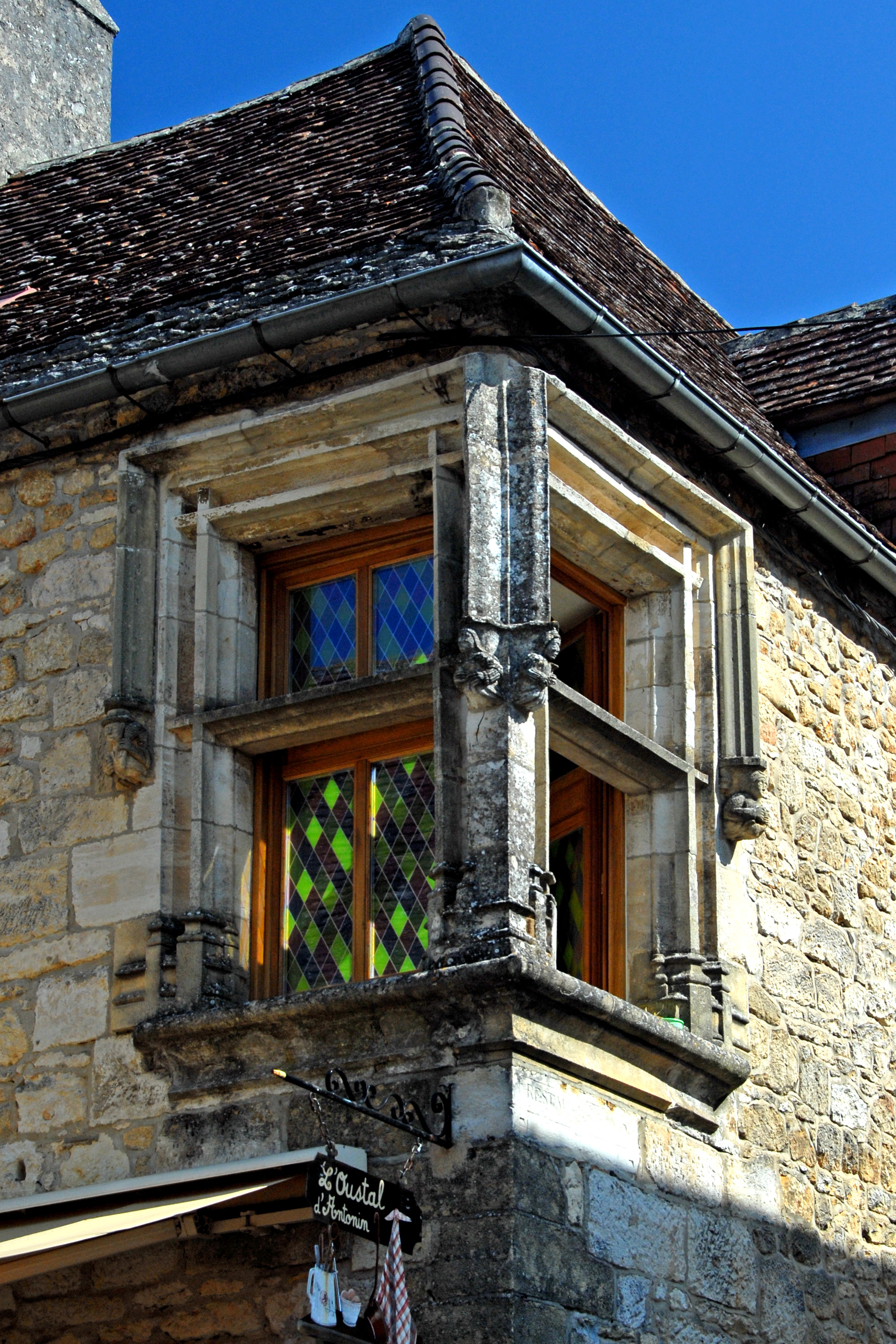
Renaissance-Fenster
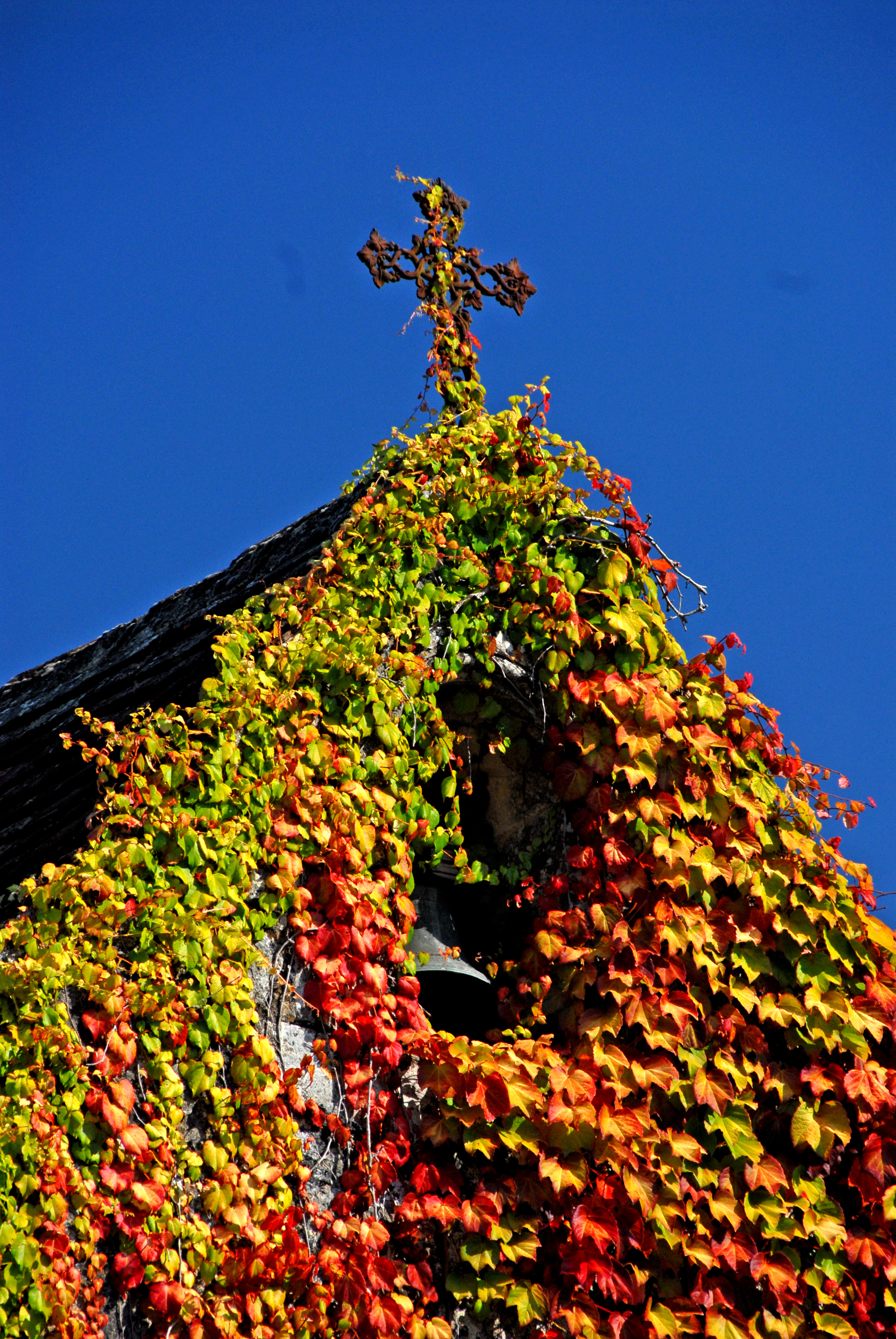
Giebel mit Kreuz
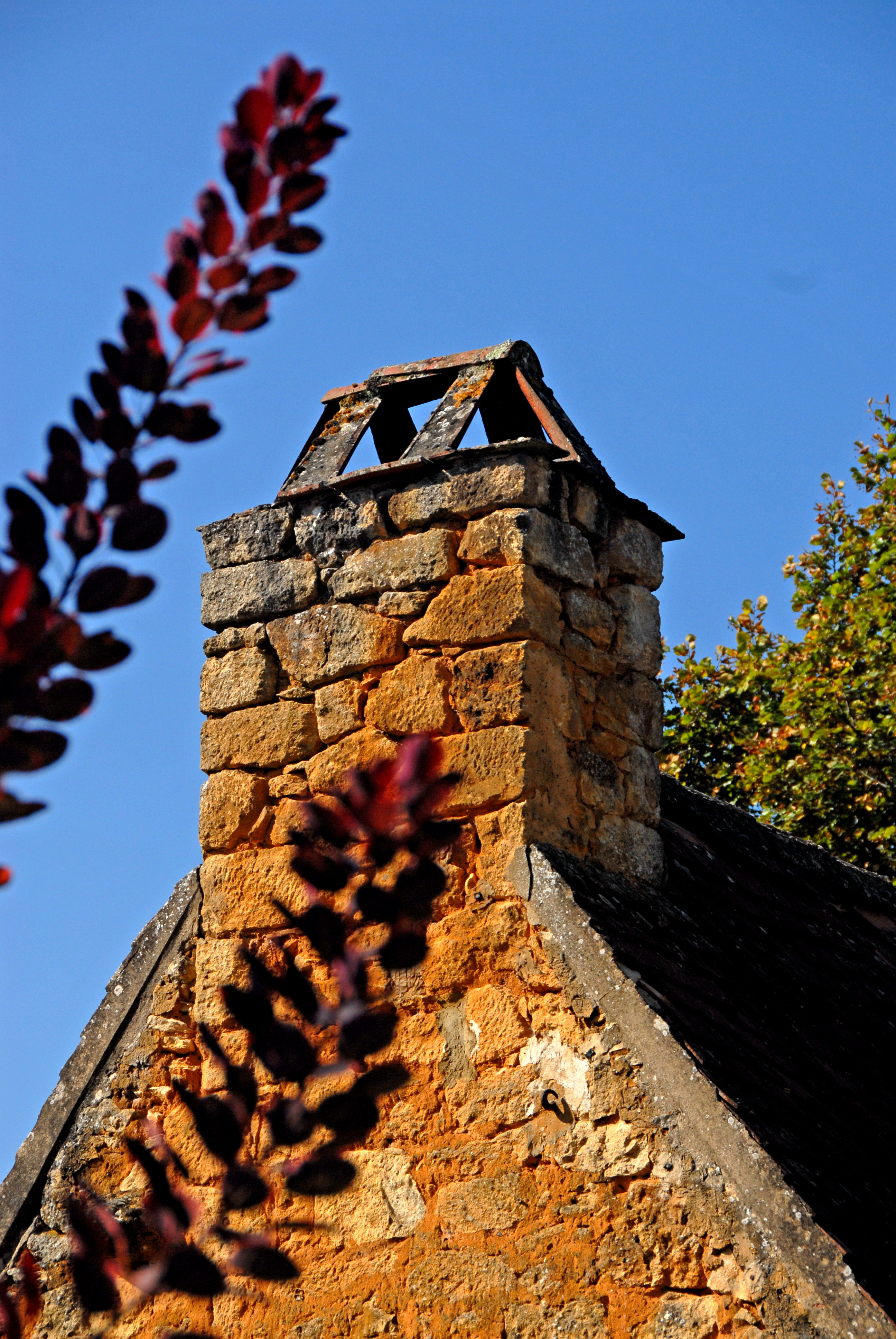
Giebel mit Schornstein
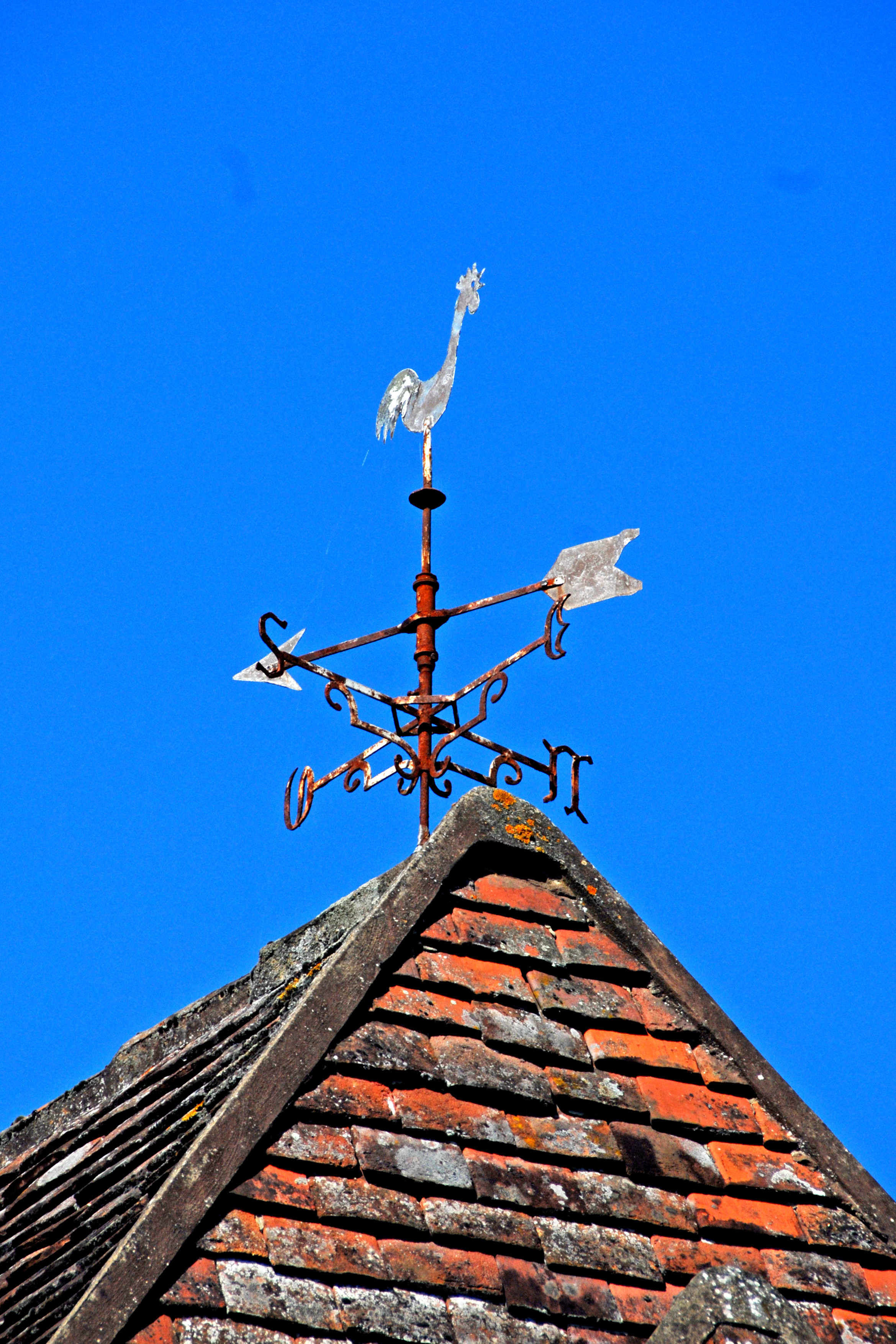
Wetterhahn

## Sonstiges
Nahe der Stadt soll sich ein nach ihr benannter Standort der angeblichen französischen Lauschorganisation "Frenchelon" befinden. 